# Hørsholmvejen (dokumentarfilm)
Hørsholmvejen er en dansk dokumentarisk optagelse fra 1938.

## Handling
Optagelser fra det indledende arbejde med anlægning af Hørsholmvejen. Arbejdet blev udført af langvarigt arbejdsløse. Hørsholmvejen fra Jægersborg til Brønsholm ved Hørsholm var Danmarks første farbare stykke motorvej. Vejen blev først påbegyndt i 1938 som en to-sporet vej uden vejkryds og tilkørsler i vejniveau. I 1942 bestemte København og Frederiksborg Amtsråd, at vejen skulle forbindes med ringmotorvejen ved København. Ringmotorvejen skulle anlægges som led i en samarbejdsaftale med den tyske besættelsesmagt. Efter krigen indså man, at trafikken fra Nordsjælland ind til København ville vokse kraftigt. Københavns og Frederiksborg amters vejvæsener besluttede derfor at anlægge en fire-sporet motorvej. Hørsholmvejen blev indviet den 23. januar 1956, og var i mange år Danmarks mest moderne vej. Den blev senere hen udvidet til 6 spor, og kendes i dag som Helsingørmotorvejen.